# جيسون وليامز (لاعب كرة سلة مواليد 1983)
جيسون وليامز (بالإنجليزية: Jason Williams)‏ مواليد 17 نوفمبر 1983 في نيو أورلينز، هو لاعب كرة سلة أمريكي معتزل. بدأ مسيرته الاحترافية في سنة 2006. لعب مع نادي هبوعيل بئر السبع. يبلغ طوله 6 قدم 6 بوصة (2.0 م).

## المسيرة الاحترافية
لعب مع مكابي تل أبيب لكرة السلة في موسم 2008–2009، ثم لعب مع أماتوري أوديني في موسم 2010–2011، ثم لعب مع هاليفاكس رينمين في موسم 2013–2014.

## روابط خارجية
- جيسون وليامز على موقع الدوري الأوروبي لكرة السلة (الإنجليزية)
- جيسون وليامز على موقع كرة السلة الأوروبية.كوم (الإنجليزية)
- جيسون وليامز على موقع كلية كرة السلة في سبورتس رفرنس.كوم (الإنجليزية)
- جيسون وليامز على موقع ريلجم (الإنجليزية)
- جيسون وليامز على موقع بروبوليرز (الإنجليزية)